# Liste des béatifications prononcées par Léon XII
Cette page dresse la liste des personnes béatifiées par le pape Léon XII.
Le pape Léon XII (28 septembre 1823 - 10 février 1829) a procédé aux béatifications suivantes :

## 1824
| N° | Image | Bienheureux                  | Date de béatification | Lieu de béatification  | Informations                                                      |
| -- | ----- | ---------------------------- | --------------------- | ---------------------- | ----------------------------------------------------------------- |
| 1. |       | Villana de' Botti            | 27 mars 1824          | Basilique Saint-Pierre | (1332-1361), laïque italienne membre du Tiers-Ordre dominicain.   |
| 2. |       | Jean de Sourdis-Cacciafronte | 30 mars 1824          | Basilique Saint-Pierre | (1125-1184), prêtre et évêque italien de l'ordre de Saint-Benoît. |

## 1825
| N° | Image | Bienheureux        | Date de béatification | Lieu de béatification  | Informations                                                                                     |
| -- | ----- | ------------------ | --------------------- | ---------------------- | ------------------------------------------------------------------------------------------------ |
| 1. |       | Alphonse Rodríguez | 15 janvier 1825       | Basilique Saint-Pierre | (1533-1617), frère jésuite espagnol, portier au collège de Majorque durant presque toute sa vie. |
| 2. |       | Bernard Scammacca  | 8 mars 1825           | Basilique Saint-Pierre | (1430-1487), religieux italien de l'ordre des Prêcheurs.                                         |
| 3. |       | Jacques d'Ulm      | 3 août 1825           | Basilique Saint-Pierre | (1407-1491), religieux de l'ordre des Prêcheurs.                                                 |

## 1826
| N° | Image | Bienheureux      | Date de béatification | Lieu de béatification  | Informations |
| -- | ----- | ---------------- | --------------------- | ---------------------- | --- |
| 1. |       | Jourdain de Saxe | 10 mai 1826           | Basilique Saint-Pierre | (1190-1237), religieux allemand membre de l'ordre des Prêcheurs et maître de l'ordre à la suite de saint Dominique. |

## 1827
| N° | Image | Bienheureux          | Date de béatification | Lieu de béatification  | Informations                                          |
| -- | ----- | -------------------- | --------------------- | ---------------------- | ----------------------------------------------------- |
| 1. |       | Madeleine Panattieri | 26 septembre 1827     | Basilique Saint-Pierre | (1443-1503), laïque membre du tiers-ordre dominicain. |

## 1828
| N° | Image | Bienheureux                      | Date de béatification | Lieu de béatification  | Informations                                                                            |
| -- | ----- | -------------------------------- | --------------------- | ---------------------- | --------------------------------------------------------------------------------------- |
| 1. |       | Hélène Duglioli                  | 26 mars 1828          | Basilique Saint-Pierre | (1472-1520), laïque italienne, membre du Tiers-ordre de Saint Augustin.                 |
| 2. |       | Marie Victoire De Fornari Strata | 21 septembre 1828     | Basilique Saint-Pierre | (1562-1617), religieuse italienne fondatrice de l'ordre de la Très Sainte Annonciation. |